# Porcupine (Dakota del Sur)
Porcupine es un lugar designado por el censo ubicado en el condado de Shannon en el estado estadounidense de Dakota del Sur. En el Censo de 2010 tenía una población de 1.062 habitantes y una densidad poblacional de 42,98 personas por km².
Porcupine es la capital extraoficial de la no reconocida República de Lakota.

## Geografía
Porcupine se encuentra ubicado en las coordenadas 43°16′7″N 102°20′7″O / 43.26861, -102.33528. Según la Oficina del Censo de los Estados Unidos, Porcupine tiene una superficie total de 24.71 km², de la cual 24.71 km² corresponden a tierra firme y (0%) 0 km² es agua.

## Demografía
Según el censo de 2010, había 1.062 personas residiendo en Porcupine. La densidad de población era de 42,98 hab./km². De los 1.062 habitantes, Porcupine estaba compuesto por el 0.94% blancos, el 0% eran afroamericanos, el 98.68% eran amerindios, el 0% eran asiáticos, el 0% eran isleños del Pacífico, el 0% eran de otras razas y el 0.38% pertenecían a dos o más razas. Del total de la población el 1.79% eran hispanos o latinos de cualquier raza.